# Gran Premio Città di Camaiore 1985
Il Gran Premio Città di Camaiore 1985, trentaseiesima edizione della corsa, si svolse il 13 luglio 1985 su un percorso di 220 km, con partenza e arrivo a Camaiore. La vittoria fu appannaggio dell'italiano Alberto Volpi, che completò il percorso in 5h28'05", alla media di 39,942 km/h, precedendo i connazionali Marino Amadori e Marco Vitali.

## Ordine d'arrivo (Top 10)
| Pos. | Corridore       | Squadra                         | Tempo    |
| ---- | --------------- | ------------------------------- | -------- |
| 1    | Alberto Volpi   | Sammontana                      | 5h28'05" |
| 2    | Marino Amadori  | Alpilatte-Cierre                | s.t.     |
| 3    | Marco Vitali    | Del Tongo-Colnago               | a 2'05"  |
| 4    | Stefano Colagè  | Dromedario-Laminox-Fibok        | s.t.     |
| 5    | Claudio Savini  | Vini Ricordi-Pinarello-Sidermec | s.t.     |
| 6    | Mario Beccia    | Malvor-Bottecchia               | s.t.     |
| 7    | Ezio Moroni     | Atala                           | a 4'50"  |
| 8    | Pierino Gavazzi | Atala                           | a 4'53"  |
| 9    | Sergio Scremin  | Vini Ricordi-Pinarello-Sidermec | s.t.     |
| 10   | Claudio Corti   | Supermercati Brianzoli          | s.t.     |